# ژو چانگفو
ژو چانگفو (انگلیسی: Zhu Changfu؛ زادهٔ ۳ آوریل ۱۹۵۴)  تیرانداز اهل چین بود. وی در بازی‌های المپیک تابستانی ۱۹۸۴ حضور داشته‌است.